# مارکوس روبرتو پریرا دوس سانتوس
مارکوس روبرتو پریرا دوس سانتوس (به پرتغالی: Marcos Roberto Pereira dos Santos) مهاجم اهل برزیل است که در شهر Salto, São Paulo و در تاریخ ۲۹ اوت ۱۹۷۹ به دنیا آمده‌است.
مارکوس روبرتو پریرا دوس سانتوس در تیم‌های فوتبال باشگاه فوتبال بنزرتی سابقهٔ حضور دارد.